# Gregor Müller (Pokerspieler)
Gregor Müller ist ein österreichischer Pokerspieler. Er gewann 2020 ein Bracelet bei der World Series of Poker Online.

## Pokerkarriere
Müller erzielte bislang zwei Geldplatzierungen bei professionellen Live-Pokerturnieren: Ende August 2010 wurde er bei einem Turnier der Casinos Austria Poker Tour in Graz Achter und erhielt über 1000 Euro, Mitte Mai 2016 belegte er bei einem Event im Montesino Card Casino in Wien den mit 210 Euro dotierten 16. Platz.
Im August 2020 spielte der Österreicher unter dem Nickname soulsntfaces bei der aufgrund der COVID-19-Pandemie auf GGPoker ausgespielten World Series of Poker Online. Nach einer Geldplatzierung beim Mini Main Event, die ihm über 1500 US-Dollar einbrachte, gewann Müller ein Turnier der Variante Limit Hold’em. Dafür setzte er sich gegen 705 andere Spieler durch und sicherte sich als dritter Österreicher ein Bracelet sowie eine Siegprämie von rund 45.000 US-Dollar.